# Jenkins-Gletscher
Der Jenkins-Gletscher ist ein Gletscher auf Südgeorgien. Er fließt südlich des Risting-Gletschers in östlicher Richtung und mündet in das Kopfende des Drygalski-Fjords.
Der South Georgia Survey kartierte ihn im Zuge seiner von 1951 bis 1957 dauernden Vermessungskampagne. Das UK Antarctic Place-Names Committee benannte ihn 1958 nach dem britischen Historiker James Travis Jenkins (1876–1959), der sich mit der Geschichte des Walfangs befasste. Die von Wilhelm Filchner im Zuge der Zweiten Deutschen Antarktisexpedition (1911–1912) vorgenommene Benennung als Drygalskigletscher nach Erich von Drygalski setzte sich auch wegen der nicht vorgenommenen geographischen Trennung vom benachbarten Risting-Gletscher nicht durch.